# Prix Phaeton
Prix Phaeton är ett travlopp för fyraåriga varmblodiga hingstar som körs på Vincennesbanan utanför Paris i Frankrike varje år i början av april. Det är ett Grupp 2-lopp, det vill säga ett lopp av näst högsta internationella klass. Loppet körs sedan 2018 över distansen 2175 meter. Tidigare kördes det över 2850 meter. Förstapris är 54 000 euro.

## Vinnare
| År   | Häst              | Födelseland | Efter            | Kusk                  | Tränare               | Tid    |
| ---- | ----------------- | ----------- | ---------------- | --------------------- | --------------------- | ------ |
| 2025 | Live To Tell      | Frankrike   | Fifty Kalouma    | Anthony Barrier       | Alexandre Buisson     | 1.10,0 |
| 2024 | Kristal Josselyn  | Frankrike   | Bold Eagle       | Anthony Barrier       | Sébastien Guarato     | 1.12,0 |
| 2023 | Jushua Tree       | Frankrike   | Bold Eagle       | Jean-Michel Bazire    | Jean-Michel Bazire    | 1.11,0 |
| 2022 | Idao de Tillard   | Frankrike   | Severino         | Clément Duvaldestin   | Thierry Duvaldestin   | 1.10,3 |
| 2021 | Hohneck           | Frankrike   | Royal Dream      | Franck Nivard         | Philippe Allaire      | 1.12,2 |
| 2020 | Gu d'Héripré      | Frankrike   | Coktail Jet      | Franck Nivard         | Philippe Billard      | 1.12,1 |
| 2019 | Face Time Bourbon | Frankrike   | Ready Cash       | Eric Raffin           | Sébastien Guarato     | 1.11,0 |
| 2018 | Ever Pride        | Frankrike   | Prodigious       | Gabriele Gelormini    | Sébastien Guarato     | 1.12,2 |
| 2017 | Dreammoko         | Frankrike   | Timoko           | Gabriele Gelormini    | Richard Westerink     | 1.14,8 |
| 2016 | Cobra Bleu        | Frankrike   | Fortuna Fant     | Pierre Vercruysse     | Pierre Vercruysse     | 1.13,4 |
| 2015 | Bold Eagle        | Frankrike   | Ready Cash       | Franck Nivard         | Sébastien Guarato     | 1.16,1 |
| 2014 | Athos des Elfes   | Frankrike   | Ganymède         | Joël Van Eeckhaute    | Joël Van Eeckhaute    | 1.13,7 |
| 2013 | Voltigeur de Myrt | Frankrike   | Opus Viervil     | Dominik Locqueneux    | Roberto Donati        | 1.15,5 |
| 2012 | Uriel Speed       | Frankrike   | Indy de Vive     | Pierre-Yves Verva     | Guy Verva             | 1.14,3 |
| 2011 | Timoko            | Frankrike   | Imoko            | Richard Westerink     | Richard Westerink     | 1.13,2 |
| 2010 | Speedo Graffiti   | Frankrike   | Hand du Vivier   | Sébastien Tribourdeau | Cédric Perrier        | 1.15,2 |
| 2009 | Royal Lover       | Frankrike   | Ganymède         | Jean-Michel Bazire    | Jean-Michel Bazire    | 1.14,0 |
| 2008 | Quaker Jet        | Frankrike   | Love You         | Jean-Étienne Dubois   | Jean-Étienne Dubois   | 1.14,8 |
| 2007 | Phlegias          | Frankrike   | Dahir de Prélong | Louis Baudron         | Louis Baudron         | 1.15,1 |
| 2006 | Opus Viervil      | Frankrike   | Jag de Bellouet  | Christophe Gallier    | Christophe Gallier    | 1.13,2 |
| 2005 | Noctis Blue       | Frankrike   | Blue Dream       | Christian Bigeon      | Christian Bigeon      | 1.15,0 |
| 2004 | Daguet Rapide     | Italien     | Pine Chip        | Jean-Pierre Dubois    | Maurizio Grosso       | 1.18,0 |
| 2003 | Lulo Josselyn     | Frankrike   | Ténor de Baune   | Thierry Duvaldestin   | Philippe Allaire      | 1.14,6 |
| 2002 | Kitko             | Frankrike   | Quito de Talonay | Dominik Locqueneux    | Philippe Allaire      | 1.16,5 |
| 2001 | Chilli T. Dream   | Sverige     | Giant Chill      | Joseph Verbeeck       | Jan Kruithof          | 1.14,5 |
| 2000 | Insert Gédé       | Frankrike   | Jet du Vivier    | Yves Dreux            | Philippe Allaire      | 1.13,9 |
| 1999 | Hulk des Champs   | Frankrike   | Blue Dream       | Jean-Philippe Mary    | Philippe Allaire      | 1.16,0 |
| 1998 | Goetmals Wood     | Frankrike   | And Arifant      | Jean-Pierre Dubois    | Jean-Pierre Dubois    | 1.17,2 |
| 1997 | Flash Meslois     | Frankrike   | Jiosco           | Jean-Luc Janvier      | Jean-Luc Janvier      | 1.16,1 |
| 1996 | Extreme Dream     | Frankrike   | Quito de Talonay | Anders Lindqvist      | Jean-Pierre Dubois    | 1.16,9 |
| 1995 | Dryade des Bois   | Frankrike   | Off Gy           | Jean-Baptiste Bossuet | Jean-Baptiste Bossuet | 1.16,6 |
| 1994 | Camino            | Frankrike   | Firstly          | Jean-Pierre Dubois    | Jean-Pierre Dubois    | 1.17,0 |
| 1993 | Big Prestige      | Frankrike   | Royal Prestige   | Jean-Claude Hallais   | Ulf Nordin            | 1.18,0 |
| 1992 | As du Clos        | Frankrike   | Kairon           | Jules Lepennetier     | Jules Lepennetier     | 1.17,0 |
| 1991 | Verdict Gédé      | Frankrike   | Kagino           | Jean-Claude Hallais   | Jean-Claude Hallais   | 1.17,3 |
| 1990 | Ultra Ducal       | Frankrike   | Buffet II        | Paul Viel             | Paul Viel             | 1.17,0 |
| 1989 | Ténor de Baune    | Frankrike   | Le Loir          | Jean-Baptiste Bossuet | Jean-Baptiste Bossuet | 1.17,7 |
| 1988 | Sancho Pança      | Frankrike   | Chambon P        | Joël Hallais          | Joël Hallais          | 1.17,4 |
| 1987 | Ruanito d'Arc     | Frankrike   | Dianthus         | Ulf Nordin            | Ulf Nordin            | 1.16,6 |
| 1986 | Quilon            | Frankrike   | Honorin          | Ghislain Fontenay     | Ghislain Fontenay     | 1.18,7 |
| 1985 | Potin d'Amour     | Frankrike   | Chambon P        | Jan Kruithof          | Jan Kruithof          | 1.18,3 |
| 1984 | Omnifer           | Frankrike   | Vésuve T         | Paul Delanoë          | Marin Tribondeau      | 1.18,9 |
| 1983 | Notre Aiglon      | Frankrike   | Aigle Noir       | Jean-René Gougeon     | Jean-René Gougeon     | 1.18,1 |
| 1982 | Mon Ouiton        | Frankrike   | Kerjacques       | Léopold Verroken      | Léopold Verroken      | 1.18,3 |
| 1981 | Ludo du Chignon   | Frankrike   | Quito            | Ghislain Fontenay     | Ghislain Fontenay     | 1.17,1 |
| 1980 | Kapulco           | Frankrike   | Ruy Blas IV      | Jean Lesne            | Jean Lesne            | 1.18,6 |
| 1979 | Jorky             | Frankrike   | Kerjacques       | Léopold Verroken      | Léopold Verroken      | 1.20,0 |
| 1978 | Ibère             | Frankrike   | Ceton F          | Léopold Verroken      | Léopold Verroken      | 1.18,9 |
| 1977 | Hadol du Vivier   | Frankrike   | Mitsouko         | Jean-René Gougeon     | Jean-René Gougeon     |        |